# Confine tra Albania e Kosovo
Il confine tra l'Albania e il Kosovo ha preso il posto di quello fra Albania e Serbia al momento della dichiarazione di indipendenza del Kosovo il 17 febbraio 2008 e del successivo riconoscimento albanese.

## Localizzazione
Il confine parte dalla triplice frontiera con la Macedonia del Nord in prossimità del monte Korab e, passando in prossimità delle città kosovare di Dragaš, Đakovica e Junik, si snoda verso nord-nord-ovest fino alla triplice frontiera con il Montenegro in prossimità del monte Đeravica e della città di Plav (Montenegro).

## Storia
Il percorso del confine  risale al 1945, alla fine della seconda guerra mondiale.
Allora il confine correva fra Albania e Jugoslavia, partendo dalla triplice frontiera con la Grecia sul lago Prespa fino al monte Korab, continuando fino al monte Đeravica e poi fino al Mare Adriatico.
Con la dissoluzione della Jugoslavia, la parte meridionale della frontiera è diventata frontiera con la Macedonia (fino al monte Korab) e, con l'indipendenza del Montenegro, la parte settentrionale (da Đeravica al mare) confine con il Montenegro.
La parte centrale, dopo la proclamazione unilaterale dell'indipendenza del Kosovo e il successivo riconoscimento dell'indipendenza da parte dell'Albania, è diventata frontiera fra Albania e Kosovo.
Oggi, di fatto, Albania e Serbia non hanno più una frontiera comune.